# Robert Thorpe (martyr)
Pour les articles homonymes, voir Thorpe.
Robert Thorpe, né dans le Yorkshire et mort dans la même région le 31 mai 1591 est un prêtre catholique anglais martyr sous le règne d'Elizabeth Ire.

## Biographie
Peu d'informations existent sur son histoire familiale. Nous ne savons pas s'il est issu d'une famille restée fidèle à l'Église catholique ou s'il est lui-même un converti au catholicisme. Se sentant appelé à devenir prêtre catholique il se rend sur le continent et s'inscrit au collège anglais de Douai le 1 mars 1584, collège alors délocalisé à Reims. Après une courte année de formation il est ordonné prêtre par le Cardinal Louis de Guise et est choisi pour la mission anglaise. Il embarque pour l'Angleterre et effectue l'essentiel de son ministère dans sa région natale. Il est finalement arrêté le matin du jour des Rameaux 1591 alors qu'il était caché chez un particulier du nom de Thomas Watkinson. Jugé sommairement il est condamné à mort pour haute trahison. Le simple fait d'avoir été ordonné sur le continent faisait de lui un traître à la couronne. Avec lui est jugé et aussi condamné à mort son hôte pourtant âgé et à qui participer à un office anglican lui aurait sauvé la vie. Robert Thorpe subit la peine réservée aux traîtres à savoir être pendu, traîné sur une claie jusqu'à la potence et mis en quart. Thomas Watkinson est simplement pendu

## Vénération
Déclaré bienheureux par Jean-Paul II en 1987 Robert Thorpe est l'un des quatre-vingt-cinq Quatre-vingt-cinq martyrs d'Angleterre et de Galles béatifiés par ce dernier. Il est fêté le 31 mai. Son nom figure aussi dans la liste des martyrs de Douai.